# Albany Motor Carriage

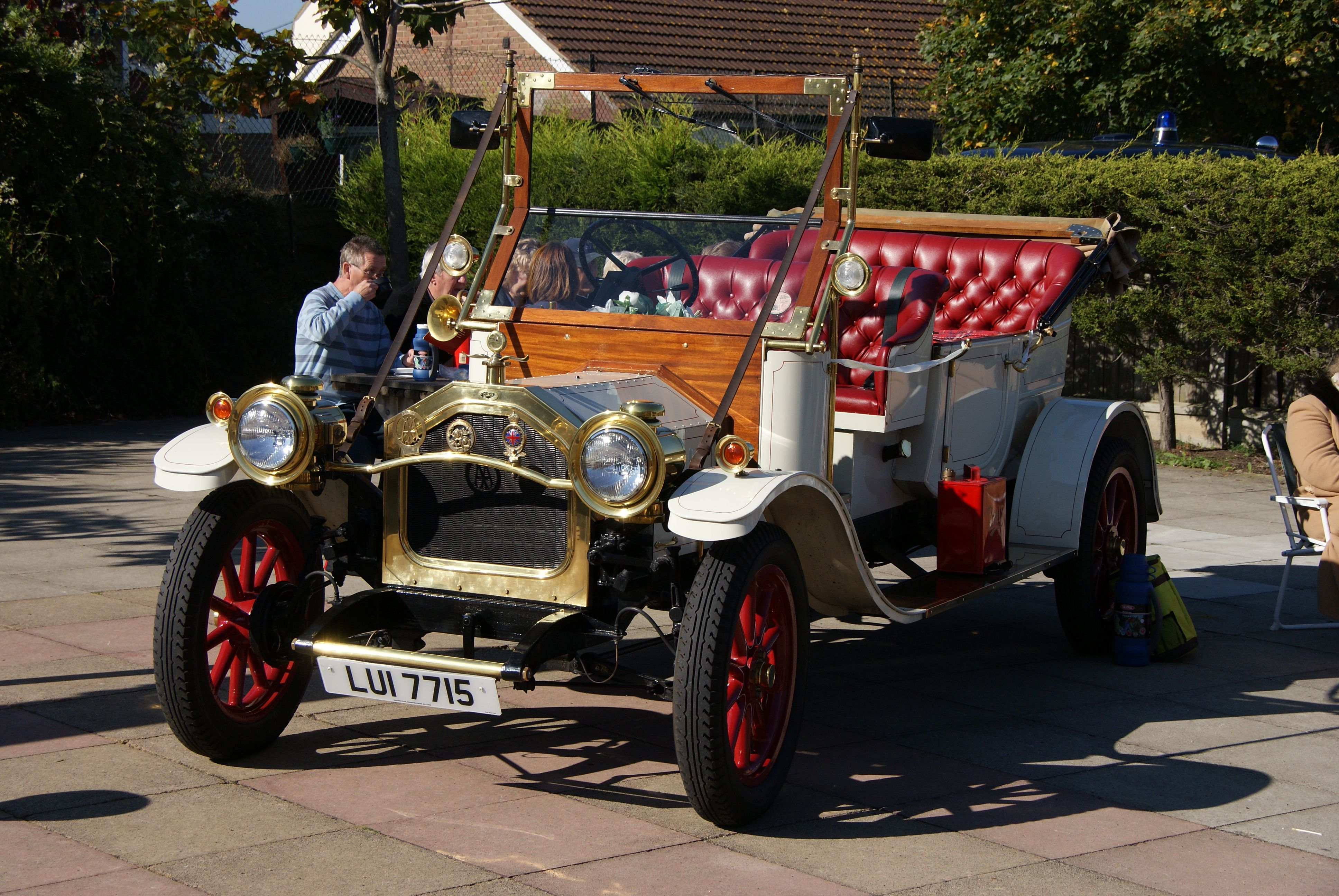
Albany

Die Albany Motor Carriage Co. war ein britischer Automobilhersteller in Christchurch (Dorset). Von 1971 bis 1981 wurde dort ein Modell gebaut.

## Beschreibung
Der Albany war ein Fahrzeug im Stil eines Leichtautomobils von der Jahrhundertwende, aber er war  keine Nachbildung eines speziellen Typs. Technisch basierte der Wagen auf dem Morris Minor und hatte auch dessen BMC- A-Vierzylinder-Reihenmotor mit 1098 cm³ Hubraum und hängenden Ventilen. Die schmalen 21-Zoll-Räder aus Aluminiumguss sahen aus wie Holzspeichenräder.

## Modelle
| Modell | Bauzeitraum | Zylinder | Hubraum  | Leistung       | bei Drehzahl |
| ------ | ----------- | -------- | -------- | -------------- | ------------ |
| Albany | 1971–1981   | 4 Reihe  | 1098 cm³ | 48 bhp (35 kW) | 5100 min−1   |

Ein erhaltenes Fahrzeug von 1974 wurde 2015 auf einer Auktion angeboten, aber bei einem Höchstgebot von 4000 Pfund Sterling nicht versteigert.